# ادمیرز، لسر پلاند ویوودشیپ
ادمیرز، لسر پلاند ویوودشیپ (به لاتین: Adamierz, Lesser Poland Voivodeship) در لهستان است که در Gmina Olesno, Lesser Poland Voivodeship واقع شده‌است.

## خصوصیات
ادمیرز ۳۰۰ نفر جمعیت دارد.